# Termitopisthes schmidti
Termitopisthes schmidti är en skalbaggsart som beskrevs av Champion och Erich Wasmann 1923. Termitopisthes schmidti ingår i släktet Termitopisthes och familjen Aphodiidae. Inga underarter finns listade i Catalogue of Life.